# Lardeja-Piedmont-Gletscher
Der Lardeja-Piedmont-Gletscher (bulgarisch ледник Лардея lednik Lardeja) ist ein in nord-südlicher Ausrichtung 16 km langer und 7,5 km breiter Vorlandgletscher im westantarktischen Ellsworthland. Auf der Ostseite der Sentinel Range im Ellsworthgebirge entwässert er die nordöstlichen Hänge der Flowers Hills und fließt in ostnordöstlicher Richtung zum Rutford-Eisstrom sowie in nördlicher Richtung zum Ellen-Gletscher.
US-amerikanische Wissenschaftler kartierten ihn 1988. Die bulgarische Kommission für Antarktische Geographische Namen benannte ihn 2012 nach der mittelalterlichen Festung Lardeja im Südosten Bulgariens.